# 莫哈努尔
莫哈努尔（Mohanur），是印度泰米尔纳德邦Namakkal县的一个城镇。总人口12468（2001年）。

## 人口
该地2001年总人口12468人，其中男性6223人，女性6245人；0—6岁人口1126人，其中男622人，女504人；识字率73.79%，其中男性为81.13%，女性为66.47%。